# Sanicula marilandica

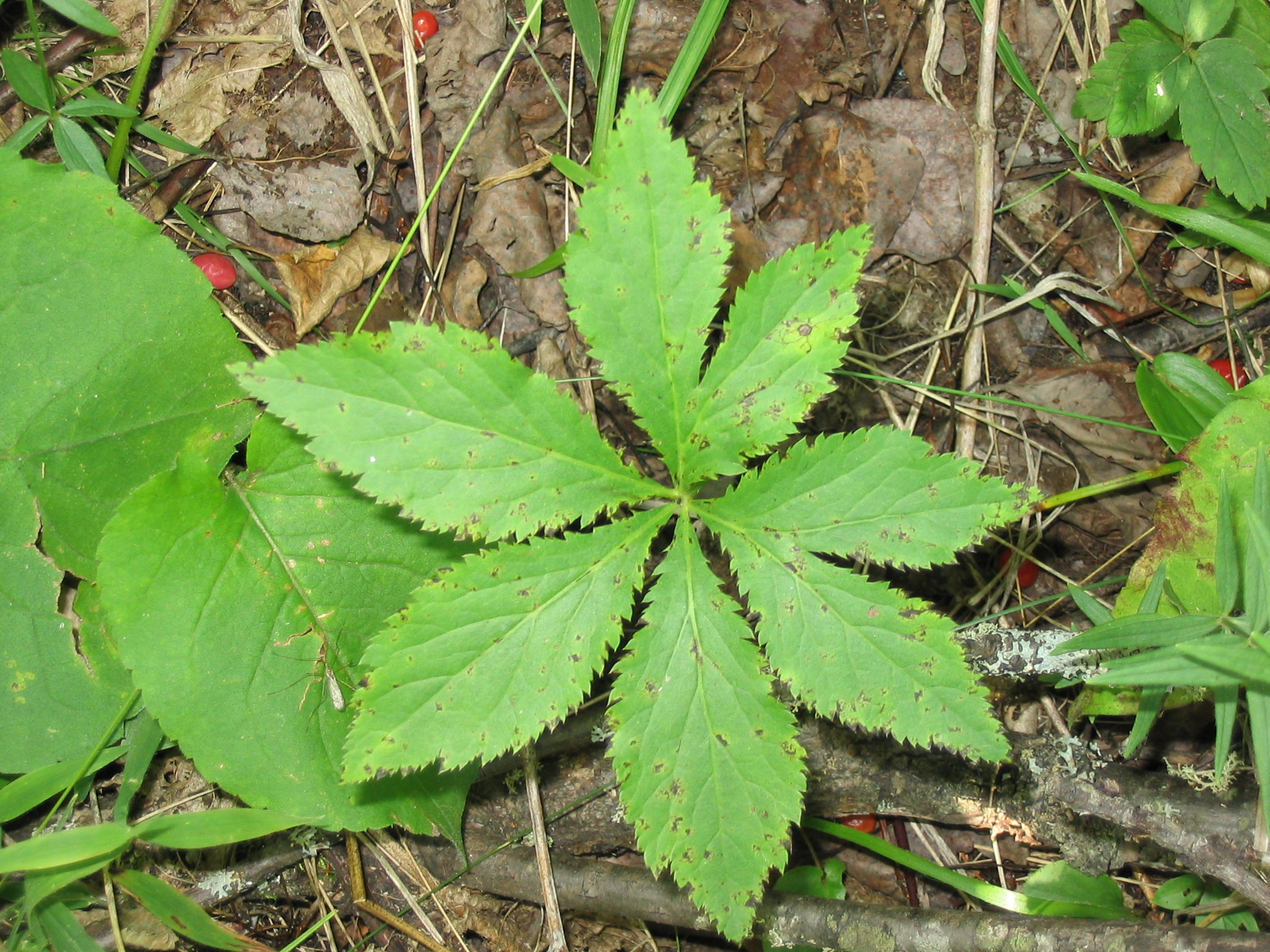
Detalle de la hoja

Sanicula marilandica es una especie herbácea perteneciente a la familia de las apiáceas. Está muy extendida en Norteamérica, pero rara a lo largo de la costa del Pacífico del continente y Texas. Sanicula marilandica está catalogada como sensible en el estado de Washington.

## Descripción
Tiene hojas con lóbulos profundamente incisos que irradian desde el mismo punto. Cada hoja no tiene el mismo número de foliolos, pero por lo general tienen 5-7. La planta no es alto, pero el tallo de fructificación se elevará hasta los 2 metros, teniendo flores verdes diminutas en primavera. En el otoño el tallo fructífero lleva fruta dehiscente que se divide, teniendo pequeñas espinas.

## Taxonomía
Sanicula marilandica fue descrita por Carlos Linneo y publicado en Species Plantarum 1: 235. 1753.
Etimología
Sanicula: nombre genérico que deriva del diminutivo de la palabra latína sanare que significa "curar".
marilandica: epíteto geográfico que alude a su localización en Maryland.
Sinonimia
- Sanicula canadensis var. marilandica (L.) Hitchc.[4]